# بيلا شاروشي
بيلا شاروشي (بالمجرية: Sárosi Béla)‏ (مواليد 15 مايو 1919) هو لاعب كرة قدم. يلعب مع منتخب المجر لكرة القدم. سبق له أن لعب في كأس العالم لكرة القدم مع منتخب بلاده.